# Aryballe Poupé
L'aryballe Poupé (ou Aryballos Poupé en italien), du nom de Jean Poupé qui  l'étudia,  est un vase aryballe en bucchero  du troisième quart du VIIe siècle av. J.-C., portant  l'inscription  suivante d'un trentaine de mots,  en  écriture dite « continue », scriptio continua,  non déchiffrée : 

« zusatunin. aatiuq : arasaapha. nunaqimasuvemmaniciur : al. aalcuvaiserannauvei. nelusisnialthuiu. ri. athi. litiltalipilekatur. anuveecmiaxx(x)matesi. araturanuvevelusi. nasecethaiarai. naa. siikanzic : akarai »

Découvert sur le site de  Cerveteri, il est conservé au  Musée national étrusque de la villa Giulia à Rome.
Selon Massimo Pallottino, l'inscription devrait être transcrite comme suit : 

« zusatunina atiuθ: arvasaaφanuva θi masuvem maniχiur:ala alχuvaisera turannuveinelusisnial θui uriaθi litiltalipileka turanuveecmima-ṛịmatesi ara turanuvevelusinas eχeθai ara ina asiikan ziχ: akarai »

À la lumière d'autres témoignages, Turan, invoquée trois fois, est la Vénus étrusque ; aisera est un appellatif indiquant la divinité ; mi serait clairement un pronom personnel ; zik rappellerait le champ sémantique de l'écriture.